# ذهان فرط التحسس للدوبامين
ذهان فرط التحسس للدوبامين هو إحدى الفرضيات المفسرة لظاهرة استمرار حدوث الذهان (مثل اختبار الهلوسات، أي سماع ورؤية الأشياء غير الموجودة التي لا يسمعها ولا يراها الآخرون) على الرغم من العلاج باستخدام جرعات متزايدة من مضادات الذهان. قد ينجم فرط التحسس للدوبامين عن تأثير مضادات الذهان المناهض لمستقبلات الدوبامين «دي2»، ما يسبب زيادة معاوضة في مستقبلات «دي2» داخل الدماغ التي تحسس العصبونات لتحرر بدورها الناقل العصبي الدوبامين داخلي المنشأ. يُتوسط الذهان – أو جزء منه على الأقل، عبر نشاط الدوبامين عند المستقبلات «دي2»، قد يؤدي بالتالي هذا النشاط مع وجود فرط التحسس إلى تفاقم الأعراض الذهانية على الرغم من العلاج بمضادات الذهان عند جرعة معينة. قد تترافق هذه الظاهرة مع خلل الحركة المتأخر، الذي يُعد أحد الاضطرابات الحركية النادرة الناجمة عن فرط التحسس للدوبامين.

## لمحة تاريخية
مع اكتشاف ذهان فرط التحسس في عام 1978، ظهر قلق بارز حيال مقاومة الأدوية، بما في ذلك الحاجة لزيادة الجرعات وعدم الاستجابة للجرعات العالية. استخدمت بعض المقالات مصلح «الذهان المتأخر» للإشارة إلى هذا المفهوم المحدد. مع ذلك، تختلف المقالات على دقة هذا المفهوم وصلاحيته. اكتُشفت الحالة لدى عدد قليل من الأشخاص. يؤكد بالمستيرنا على أن الذهان المتأخر عبارة عن مزيج من «ظواهر مختلفة عديدة وغير مرتبطة بالضرورة مع العلاج المضاد للذهان للفصام».

## المجتمع والثقافة
غالبًا ما يستبعد الأطباء النفسيون فرط التحسس للدوبامين في النشريات الطبية بوصفه عاملًا عديم الأهمية في تطور الاضطرابات الذهانية. ناقش الصحفي الاستقصائي والمؤلف روبرت ويتاكر فرضية فرط التحسس للدوبامين في كتابه «تشريح الوباء» المنشور في عام 2010.

## الأبحاث
بدءًا من عام 2017، ظهر العديد من الأدلة المتعلقة بذهان فرط التحسس للدوبامين من الدراسات المنفذة على الحيوانات. ما يزال هنالك حاجة لمزيد من الأبحاث القوية على البشر.
شملت إحدى دراسات التعرض عددًا من الأفراد المصابين بالفصام أو بالاضطراب الفصامي العاطفي والخاضعين لعلاجات مضادات الذهان المزمنة، ممن احتاجوا رعاية نفسية نتيجة انتكاس أعراضهم الذهانية دون سبب واضح (مثل بدء تعاطي المخدرات من جديد أو تفاقمه، ودليل على عدم التزامهم بمضادات الذهان)، أظهرت الدراسة استيفاء 23% من العينة لقائمة ذهان التحسس للدوبامين الموضوعة من قبل الباحثين. أظهر الأفراد المستوفون للمعايير قابلية أكبر من غيرهم لزيادة سوء الأعراض عند عودة الذهان (الانتكاس)، واختبار أعراض ذهانية متبقية، وإظهار نتائج صحية سيئة عمومًا عند المتابعة لمدة 6 أشهر وزيادة احتمال العيش في الرعاية السكنية.